# 中村優斗
中村優斗（日语：／，2003年2月8日—）是一名出生於日本長崎縣諫早市的職業棒球選手，效力於日本職棒東京養樂多燕子，主要守備位置為投手。

## 外部連結
- 中村優斗在日本職棒（英语）